# بوشيني تكساني
بوشيني تكساني (الاسم العلمي: Puccinia texana) هو نوع من الفطريات يتبع جنس البوشيني من فصيلة البوشينية.